# Kugelausschnitt

Kugelsektor (blau)

Ein Kugelausschnitt oder Kugelsektor bezeichnet in der Mathematik einen kegelartigen Ausschnitt vom Mittelpunkt einer Kugel bis zu ihrer Oberfläche. Ein Sonderfall ist die Halbkugel.

## Formeln
Für die Berechnung von Volumen, Mantelfläche und Oberfläche eines Kugelausschnitts gelten die folgenden Formeln. Dabei bezeichnet {\displaystyle r} den Radius der Kugel, {\displaystyle a} den Radius des Basiskreises des Kugelsegments und {\displaystyle h} die Höhe des Kugelsegments. 
Diese drei Größen sind nicht unabhängig voneinander. Der Kugelausschnitt ist durch zwei beliebige dieser drei Größen bestimmt. Aus zwei der drei Größen lässt sich die dritte berechnen. In allen Formeln ist − bei ± zu nehmen, wenn der Kugelausschnitt weniger als die halbe Kugel groß ist, sonst + bei ±.
{\displaystyle (r-h)^{2}+a^{2}=r^{2}}
{\displaystyle 2\cdot r\cdot h=a^{2}+h^{2}}
{\displaystyle h=r\pm {\sqrt {r^{2}-a^{2}}}}
{\displaystyle h^{2}=2\cdot r\cdot (r\pm {\sqrt {r^{2}-a^{2}}})-a^{2}}
Statt {\displaystyle a} und {\displaystyle h} reicht auch die Angabe des Winkels {\displaystyle \theta _{0}} des Basiskreises (siehe Abbildung). Es gilt:
{\displaystyle a=r\cdot \sin(\theta _{0})}
{\displaystyle h=r\cdot (1-\cos(\theta _{0}))}
Es gibt deshalb jeweils mehrere Formeln, je nachdem, welche der Größen gegeben sind. 
| Größen eines Kugelausschnitts mit dem Radius r der Kugel, dem Radius a des Basiskreises und der Höhe h | Größen eines Kugelausschnitts mit dem Radius r der Kugel, dem Radius a des Basiskreises und der Höhe h |
| --- | --- |
| Volumen                                                                                                | {\displaystyle V={\frac {2\cdot \pi }{3}}\cdot r^{2}\cdot h}                                           |
| Volumen                                                                                                | {\displaystyle V={\frac {\pi }{6}}\cdot h\cdot (3\cdot a^{2}+h^{2})}                                   |
| Volumen                                                                                                | {\displaystyle V={\frac {2\cdot \pi }{3}}\cdot r^{2}\cdot (r\pm {\sqrt {r^{2}-a^{2}}})}                |
| Volumen                                                                                                | {\displaystyle V={\frac {2\cdot \pi }{3}}\cdot r^{3}\cdot (1-\cos(\theta _{0}))}                       |
| Flächeninhalt der Mantelfläche des Kegels                                                              | {\displaystyle M_{K}=\pi \cdot r\cdot {\sqrt {(2\cdot r-h)\cdot h}}}                                   |
| Flächeninhalt der Mantelfläche des Kegels                                                              | {\displaystyle M_{K}=\pi \cdot {\frac {a\cdot (a^{2}+h^{2})}{2\cdot h}}}                               |
| Flächeninhalt der Mantelfläche des Kegels                                                              | {\displaystyle M_{K}=\pi \cdot a\cdot r}                                                               |
| Flächeninhalt der Mantelfläche des Kegels                                                              | {\displaystyle M_{K}=\pi \cdot r^{2}\cdot \sin(\theta _{0})}                                           |
| Flächeninhalt der Mantelfläche des Kugelsegments                                                       | {\displaystyle M_{S}=2\cdot \pi \cdot r\cdot h}                                                        |
| Flächeninhalt der Mantelfläche des Kugelsegments                                                       | {\displaystyle M_{S}=\pi \cdot (a^{2}+h^{2})}                                                          |
| Flächeninhalt der Mantelfläche des Kugelsegments                                                       | {\displaystyle M_{S}=2\cdot \pi \cdot r\cdot (r\pm {\sqrt {r^{2}-a^{2}}})}                             |
| Flächeninhalt der Mantelfläche des Kugelsegments                                                       | {\displaystyle M_{S}=2\cdot \pi \cdot r^{2}\cdot (1-\cos(\theta _{0}))}                                |
| Oberflächeninhalt                                                                                      | {\displaystyle O=\pi \cdot r\cdot (a+2\cdot h)}                                                        |
| Oberflächeninhalt                                                                                      | {\displaystyle O=\pi \cdot {\frac {(a+2\cdot h)\cdot (a^{2}+h^{2})}{2\cdot h}}}                        |
| Oberflächeninhalt                                                                                      | {\displaystyle O=\pi \cdot r\cdot (a+2\cdot (r\pm {\sqrt {r^{2}-a^{2}}}))}                             |
| Oberflächeninhalt                                                                                      | {\displaystyle O=\pi \cdot r^{2}\cdot (2-2\cdot \cos(\theta _{0})+\sin(\theta _{0}))}                  |

### Sonderfälle
Für {\displaystyle h=r} ist {\displaystyle a=r} und der Kugelausschnitt eine Halbkugel: {\displaystyle V={\tfrac {2\cdot \pi }{3}}\cdot r^{3},\ M=2\cdot \pi \cdot r^{2},\ O=3\cdot \pi \cdot r^{2}.}
Für {\displaystyle h=2\cdot r} ist {\displaystyle a=0} und der Kugelausschnitt ist eine ganze Kugel: {\displaystyle V={\tfrac {4\cdot \pi }{3}}\cdot r^{3},\ M=O=4\cdot \pi \cdot r^{2}.}

### Herleitung
Zur Herleitung dieser Formeln nimmt man eine Unterteilung in zwei Körper vor: Kegel und Kugelsegment. Der Kegel hat den Grundkreisradius {\displaystyle a} und die Höhe {\displaystyle r-h}. 
Das Volumen des Kegels ist
{\displaystyle V_{K}={\frac {\pi }{3}}\cdot a^{2}\cdot (r-h)}
Das Kugelsegment hat das Volumen
{\displaystyle V_{S}={\frac {\pi }{3}}\cdot h^{2}\cdot (3\cdot r-h)}
Also ist das Volumen des Kugelsektors
{\displaystyle V=V_{K}+V_{S}={\frac {\pi }{3}}\cdot a^{2}\cdot (r-h)+{\frac {\pi }{3}}\cdot h^{2}\cdot (3\cdot r-h)}
Aus dem Satz des Pythagoras ergibt sich {\displaystyle a^{2}=2\cdot h\cdot r-h^{2}}. Einsetzen und Auflösen der Klammern liefert schließlich
{\displaystyle V={\frac {2\cdot \pi }{3}}\cdot r^{2}\cdot h}
Eine weitere Möglichkeit das Volumen zu berechnen, bieten Kugelkoordinaten:
{\displaystyle V=\int _{0}^{\theta _{0}}\int _{0}^{2\cdot \pi }\int _{0}^{r}\rho ^{2}\cdot \sin(\theta )\,\mathrm {d} \rho \,\mathrm {d} \phi \,\mathrm {d} \theta ={\frac {2\cdot \pi }{3}}\cdot r^{3}\cdot \int _{0}^{\theta _{0}}\sin(\theta )\,\mathrm {d} \theta ={\frac {2\cdot \pi }{3}}\cdot r^{3}\cdot (1-\cos(\theta _{0}))}
wobei {\displaystyle \theta _{0}} der halbe Öffnungswinkel des Kegelteiles ist. Mit {\displaystyle h=r(1-\cos \theta _{0})} folgt die obige Formel für das Volumen.
Die Mantelfläche des Kegels ist
{\displaystyle M_{K}=\pi \cdot a\cdot r}
und die Oberfläche des Kugelsegments (ohne Basiskreis) ist
{\displaystyle M_{S}=2\cdot \pi \cdot r\cdot h}.
Damit ist die Oberfläche
{\displaystyle O=M_{K}+M_{S}=\pi \cdot r\cdot (a+2\cdot h)}